# The Young Rascals (album)
The Young Rascals è il primo ed eponimo album in studio del gruppo musicale statunitense The Young Rascals, pubblicato nel 1966.

## Tracce
Side 1
1. Slow Down (Larry Williams) – 3:10
2. Baby Let's Wait (Pam Sawyer, Lori Burton) – 3:19
3. Just a Little (Ron Elliott, Bob Durand) – 2:59
4. I Believe – 3:55
5. Do You Feel It (Felix Cavaliere, Gene Cornish) – 3:18

Side 2
1. Good Lovin' (Artie Resnick, Rudy Clark) – 2:28
2. Like a Rolling Stone (Bob Dylan) – 6:09
3. Mustang Sally (Mack Rice) – 3:59
4. I Ain't Gonna Eat Out My Heart Anymore (Pam Sawyer, Lori Burton) – 2:41
5. In the Midnight Hour (Steve Cropper, Wilson Pickett) – 4:00

## Formazione
- Eddie Brigati – percussioni, voce (tracce 2, 4, 9)
- Felix Cavaliere – organo, voce (1, 5, 6, 8, 10)
- Gene Cornish – chitarra, voce (3, 7)
- Dino Danelli – batteria